# Ashton-in-Makerfield
Ashton-in-Makerfield är en ort i distriktet Wigan, Storbritannien. Den ligger i grevskapet Greater Manchester och riksdelen England, i den centrala delen av landet, 280 km nordväst om huvudstaden London. Ashton-in-Makerfield ligger 64 meter över havet och antalet invånare är 29 039.
Terrängen runt Ashton-in-Makerfield är platt. Runt Ashton-in-Makerfield är det mycket tätbefolkat, med 1 095 invånare per kvadratkilometer. Närmaste större samhälle är St Helens, 6,6 km sydväst om Ashton-in-Makerfield. Trakten runt Ashton-in-Makerfield består i huvudsak av gräsmarker.